# Yttriumnitrid
Yttriumnitrid ist eine anorganische chemische Verbindung des Elements Yttrium aus der Gruppe der Nitride.

## Gewinnung und Darstellung
Yttriumnitrid kann im Prinzip durch Synthese aus den Elementen dargestellt werden. Da kompaktes Yttrium jedoch nur sehr träge und unvollständig mit Stickstoff oder Ammoniak reagiert, ist man gezwungen, fein zerteiltes Metall oder hohe Reaktionstemperaturen anzuwenden. Dabei läuft man allerdings Gefahr, dass Sauerstoff in das Reaktionsprodukt eingeschleppt wird und dass dieses inhomogen bleibt. Besser ist es, wenn aus Yttrium zunächst mittels Wasserstoff Yttriumhydrid gebildet wird, das in aufgelockerter Form entsteht und dann leichter bei 800 °C ins Nitrid überführt werden kann.
{\displaystyle \mathrm {YH_{3}+NH_{3}\longrightarrow YN+3\ H_{2}} }

## Eigenschaften
Yttriumnitrid ist ein hydrolyseempfindlicher blauvioletter, in Pulverform schwarzer Feststoff mit metallischem Aussehen und metallischer Leitfähigkeit. Er besitzt eine Kristallstruktur vom Natriumchlorid-Typ.